# Охотська плита

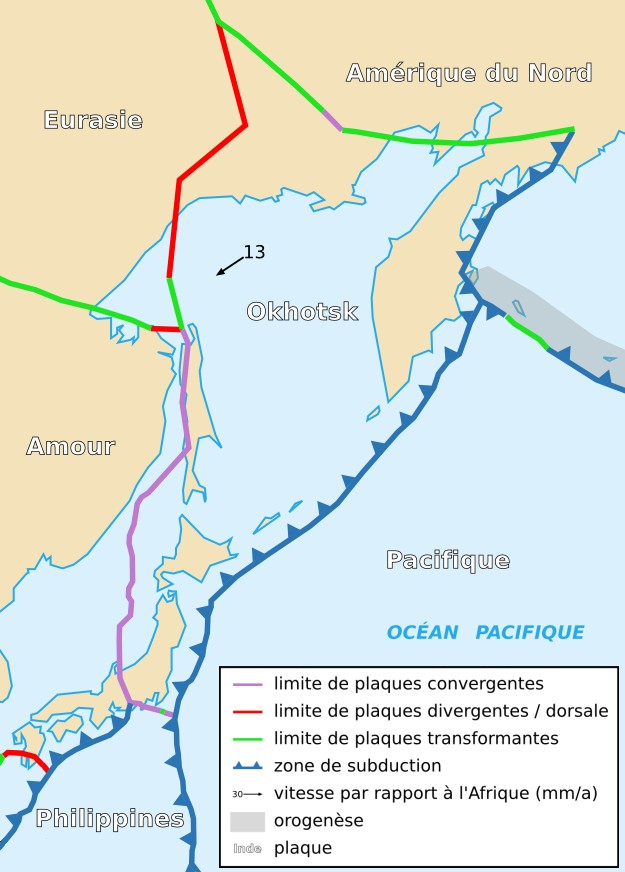
Мапа Охотської плити

Охотська плита, Охотія — континентальна літосферна плита, займає півострів Камчатка, острів Сахалін, регіон Тохоку та острів Хоккайдо в Японії і акваторію Охотського моря. Має площу — 0,07482 стерадіан. Зазвичай розглядається у складі Північноамериканської плити.
На сході через Курило-Камчатський жолоб і Японський жолоб межує з Тихоокеанською плитою, на півдні Нанкайським жолобом межує на невеликому відрізку з Філіппінською плитою і можливо на південному заході з Амурською плитою. Північна і західна межі проявленні слабо і активно дискутуються. Запропоновано дві моделі: незалежний рух плити і її зв'язаності з Північноамериканським континентом. Поки даних для остаточного схвалення однієї з цих моделей недостатньо.
До останнього часу вважалась частиною Північноамериканської плити, але недавні дослідження доводять, що це — незалежна плита. Між ними є лівобічний трансформаційний розлом — Улаханський.
Межа між Охотською і Тихоокеанськими плитами є зоною субдукції, де Тихоокеанська плита занурюється під Охотську. Багато сильних землетрусів відбулося саме тут, деякі з них поставили світові рекорди, в тому числі Камчатські землетруси в 1737 (за оцінками M9.0 ~ 9.3) і 1952 (M9.0).
Дослідження показують, що Охотська плита повільно обертається за годинниковою стрілкою.